# Liste der Kulturgüter in Füllinsdorf
Die Liste der Kulturgüter in Füllinsdorf enthält alle Objekte in der Gemeinde Füllinsdorf im Kanton Basel-Landschaft, die gemäss der Haager Konvention zum Schutz von Kulturgut bei bewaffneten Konflikten, dem Bundesgesetz vom 20. Juni 2014 über den Schutz der Kulturgüter bei bewaffneten Konflikten sowie der Verordnung vom 29. Oktober 2014 über den Schutz der Kulturgüter bei bewaffneten Konflikten unter Schutz stehen.
Objekte der Kategorie A sind im Gemeindegebiet nicht ausgewiesen, Objekte der Kategorie B sind vollständig in der Liste enthalten, Objekte der Kategorie C fehlen zurzeit (Stand: 1. Januar 2023).

## Kulturgüter
| Foto |                                                                                             | Objekt                                                          | Kat. | Typ | Standort                      | Beschreibung                                                                                             |
| ---- | ------------------------------------------------------------------------------------------- | --------------------------------------------------------------- | ---- | --- | ----------------------------- | --- |
| ja   | Datei hochladen · Wikidata zu Römische Wasserleitung (Q29677980)                            | Römische Wasserleitung KGS-Nr.: 01430                           | A    | F   | Wölferhölzli 621520 / 263400  | Objekt liegt hälftig auf dem Gemeindegebiet von Füllinsdorf (KGS-Nr. 01430) und Liestal (KGS-Nr. 09569). |
| ja   | Datei hochladen · Wikidata zu Mittelalterliche Burgruine Altenberg (Q2175191)               | Mittelalterliche Burgruine Altenberg KGS-Nr.: 12119             | B    | F   | Altenberg 622690 / 262130     | |
| ja   | Datei hochladen · Wikidata zu Wohnhaus und Brunnen (Q29677995)                              | Wohnhaus und Brunnen KGS-Nr.: 12120                             | B    | G   | Friedhofweg 2 621947 / 261787 | |
| BW   | Datei hochladen · Wikidata zu Büechlihau, bronzezeitliches-römisches Kultareal (Q118117573) | Büechlihau, bronzezeitliches-römisches Kultareal KGS-Nr.: 17095 | B    | F   | 622400 / 262700               | |